# 惯性思维
惯性思维（Inertial thinking）指人习惯性地因循以前的思路思考问题，仿佛物体运动的惯性。慣性思維常會造成思考事情時有些盲點，且缺少創新或改變的可能性。

## 參看
- 心理學
- 哲學